# Expensive Desk Calculator

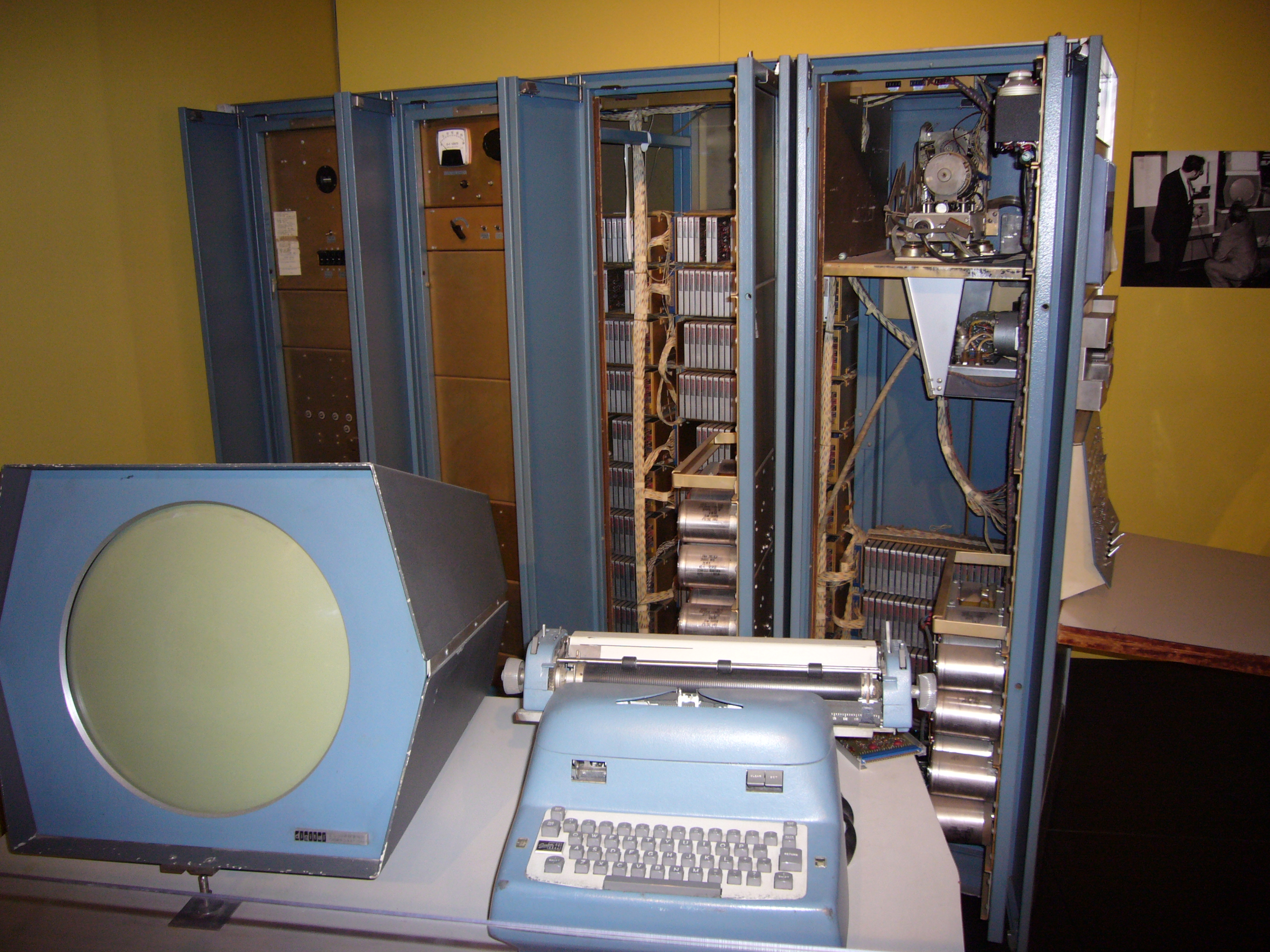
Computador PDP-1, donde corría el Expensive Desk Calculator.

El Expensive Desk Calculator (Calculadora de Escritorio Costosa), de Robert A. Wagner, se cree que fue el primer programa de cálculo interactivo de la computación.
El software primero corrió en el computador TX-0, prestado al Instituto Tecnológico de Massachusetts (MIT) por el Laboratorio Lincoln. Fue portado al PDP-1, donado al MIT en 1961 por Digital Equipment Corporation.
Los amigos del Tech Model Railroad Club del MIT, Wagner y un grupo de compañeros estudiantes, tenían acceso fuera de las clases a estas máquinas del tamaño de una habitación supervisados por Jack Dennis, John McKenzie y los consejeros de la facultad, usuarios de computadora personal desde finales de los años 1950.
Las calculadoras que Wagner necesitaba para terminar su tarea de análisis numérico estaban por todo el campus y eran de limitado acceso, así que él escribió una por sí mismo. Aunque el programa tenía cerca de tres mil líneas de código y tomó meses en ser escrito, Wagner recibió un grado de cero en su tarea. La reacción de su profesor fue, "¡Usted usó una computadora! Esto no puede ser correcto". Steven Levy escribió: "Con el tiempo el profesor aprendería que el mundo abierto por la computadora es ilimitado"